# Lutzomyia lichyi
Lutzomyia lichyi är en tvåvingeart som först beskrevs av Floch H., Abonnenc E. 1950.  Lutzomyia lichyi ingår i släktet Lutzomyia och familjen fjärilsmyggor. Inga underarter finns listade i Catalogue of Life.